# Forte di Pian di Cocci
Il forte di Pian di Cocci era una fortificazione costiera situata nel comune di Monte Argentario. La sua ubicazione era nella parte settentrionale del promontorio dell'Argentario, in prossimità del porto di Santa Liberata, nelle vicinanze della preesistente Torre della Peschiera di Nassa.

## Storia
La struttura difensiva costiera venne costruita dai Francesi agli inizi dell'Ottocento, durante il periodo napoleonico, nel luogo in cui sorgeva un preesistente fabbricato risalente al periodo romano, di cui già all'epoca si conservavano soltanto pochi resti. La realizzazione di tale opera militare era necessaria per poter difendere il tratto costiero settentrionale del promontorio da possibili incursioni condotte da navi della flotta britannica: la vicina torre, infatti, non era ritenuta sufficiente per poter effettuare efficaci operazioni di attacco verso eventuali navi in avvicinamento alla costa. Con la caduta dell'impero napoleonico il forte venne abbandonato e non più utilizzato nelle epoche seguenti, neppure sotto il Regno d'Italia, quando invece venne decisa la realizzazione di nuove strutture difensive a protezione del promontorio.
Del forte di Pian di Cocci si conservano soltanto alcuni resti murari immersi nella vegetazione che caratterizza il versante digradante del poggio verso la sponda occidentale del canale, lungo il quale si sviluppa l'approdo di Santa Liberata. L'analisi dei resti rende impossibile una ricostruzione della planimetria della struttura difensiva, a cui è possibile risalire grossolanamente soltanto da alcune mappe dell'epoca.